# Edward Timothy Tozer
Edward Timothy „Tim“ Tozer (* 13. Januar 1928 in Potters Bar in Hertfordshire; † 26. Dezember 2010 in Vancouver) war ein britisch-kanadischer Paläontologe und galt als führende Experte für die Stratigraphie der Trias und die Biostratigraphie und Taxonomie von Ammoniten der Trias. Außerdem war er ein Pionier der paläontologischen Erkundung der kanadischen Arktis.

## Leben und Werk
Während des Zweiten Weltkriegs war er von seinen Eltern nach Kanada geschickt worden, wo er die Schule besuchte. Er studierte ab 1945 Geologie an der Universität Cambridge (King’s College) und ging 1948 als Lecturer an die University of Western Ontario. Nach der Promotion an der University of Toronto ging er mit seinem Freund, dem Paläontologen Raymond Thorsteinsson, zum Geological Survey of Canada (GSC) und fand dort angeregt durch den Paläontologen Frank McLearn zu seiner Lebensaufgabe, der Klassifikation der von ihm im Westen Kanadas und der Arktis gesammelten Ammoniten der Trias. Er klassifizierte und benannte über 200 Arten von Ammoniten. Seine erste Expedition in die arktische Inselwelt Kanadas unternahm er 1954, ausgehend von der Wetterstation in der Mould Bay auf Prince Patrick Island. Ab 1955 war er an der von Yves Fortier (Y. O. Fortier) geleiteten Operation Franklin zur Kartierung und geologischen Erkundung der kanadischen Arktis beteiligt, die erstmals durch Hubschrauber unterstützt wurde. 1956 setzte er das zusammen mit Thorsteinsson mit Hilfe eines den arktischen Bedingungen angepassten Flugzeugs (eine Piper Super Cub) des Buschpiloten Weldy Phipps fort (Ausgangspunkt war die Eureka Wetterstation auf Ellesmere Island). Später teilte er sich die Feldarbeit zwischen der Arktis und dem Nordosten von British Columbia, wo die obere Trias erschlossen ist. 1995 ging er beim GSC in den Ruhestand.
Von Tozer stammt eine auf Ammoniten als Leitfossilien beruhende Zeitskala der Trias auf Basis von Funden in den  Kordilleren von British Columbia, Nevada und der kanadischen Arktis. Dazu schlug er vier neue Stufen Griesbachium, Dienerium, Smithium und Spatium für die untere Trias vor. Heute sind sie als Unterstufen von der Internationalen Stratigraphie-Kommission anerkannt. Er arbeitete in seiner Biostratigraphie von Ammoniten der Trias mit dem Spezialisten für Nevada Norman J. Silberling zusammen.
Er war seit 1958 mit Ruth Tozer († 2010) verheiratet und hatte einen Sohn und eine Tochter. Er war wie seine Frau passionierter Segler.
Tozer war Mitglied im Order of Canada (1993) und der Royal Society of Canada (1966) und erhielt 1979 die Willet G. Miller Medal und 1989 die Elkanah Billings Medal der Geological Association of Canada. 2002 erhielt er die Queen Elizabeth II Golden Jubilee Medal. 1962 erhielt er die Medal of Merit der Alberta Society of Petroleum Geologists und 1969 die Patron’s Medal der Royal Geographical Society mit Thorsteinsson.

## Schriften
- mit Ray Thorsteinsson: Western Queen Elizabeth Islands, Arctic Archipelago. Geological Survey of Canada Memoir 332, 1964
- Lower triassic stages and ammonoid zones of arctic Canada. In: Geological Survey of Canada Paper. 65-12, 1965
- A Standard for Triassic Time. In: Geological Survey of Canada Bulletin. Band 156, 1967
- Canadian triassic ammonoid faunas. In: Geological Survey of Canada Bulletin. Band 467, 1994, S. 1–663
- The Trias and Its Ammonoids: The Evolution of a Time Scale. In: Geological Survey of Canada Miscellaneous Report. Band 35, 1984, S. 1–171
- mit Norman J. Silberling: Biostratigraphic classification of the marine Triassic in North America,  Geological Society of America, Special Paper 110, 1968